# いつも輝いていたあの海
『いつも輝いていたあの海』は、1984年8月17日から9月28日まで放映されたフジテレビ系の「金曜劇場」枠で放映されたテレビドラマ。脚本は金子成人。全7話。

## 概要・内容
川合静は、東京の中学校の教師をしていたが、進学一辺倒だった学校の方針と、校内暴力に対して警察を導入して解決しようとしたその学校側の対応に失望して、自ら志願して沖縄県西表島の、生徒が10人の白南風小中学校に赴任して来た。そして静は一年生と二年生合わせて生徒三人だけの学級を受け持つことになる。
教師と生徒一人一人と生徒の家族、地域の人々がみんな向き合った離島の学校生活。これと子供たちと教師の交流などを通じて、過疎化によるよる教育問題を扱いつつ、教育に人と人とのふれあいを大切さを絡めて訴えることがテーマ。現代版『二十四の瞳』とも紹介された。

## 出演
- 山里光子：八千草薫
  - 学校では「ぎんねむ学級」担当。
- 川合静：檀ふみ
- 比嘉栄信（教師）：平田満
- 山里早雄（光子の夫）：田村高廣
- 山里陽子：吉田忍
  - 光子の娘。大学生で、東京の大学へ通っているため上京中。第6話で夏休みのために帰郷。
- 山里順一：杉本浩一
  - 光子の息子。石垣島の高校へ通っているため、実家を離れている。第6話で夏休みのために帰郷。
- 比嘉博美（栄信の妻）：熊谷真実
- 完次：三浦浩一
  - 静に好意を持っている。
- ：岡本富士太
- さとし（一年生）：右田聡一郎
- 健一（四年生）：伊勢将人
  - 福岡からの転入生。第3話から出演。
- 実（四年生）：本橋隆之
- 良枝（六年生）：椎野由美
- 正文（光子の学級の生徒）：尾口康生
- 律子（健一の母）：佐藤オリエ
- 敏樹（健一の父）：岸部一徳
- 朝良（完次の父）：大滝秀治
- 与那原校長：佐藤英夫

## スタッフ
- 脚本：金子成人
- 演出：戸国浩器
- 音楽：朝川朋之
- 主題歌：「心のさざめき」ピエール・ポルト